# Phauloppia boletorum
Phauloppia boletorum är en kvalsterart som först beskrevs av Ewing 1913.  Phauloppia boletorum ingår i släktet Phauloppia och familjen Oribatulidae. Inga underarter finns listade i Catalogue of Life.